# Erika Pohl-Ströher
Erika Pohl-Ströher (* 18. Januar 1919 in Wurzen; † 18. Dezember 2016 in Ferpicloz) war eine deutsch-schweizerische Chemikerin, Biologin und Unternehmerin (Wella). Teile ihrer umfangreichen Sammlungen übergab sie als terra mineralia und Manufaktur der Träume einer öffentlichen Präsentation.

## Leben

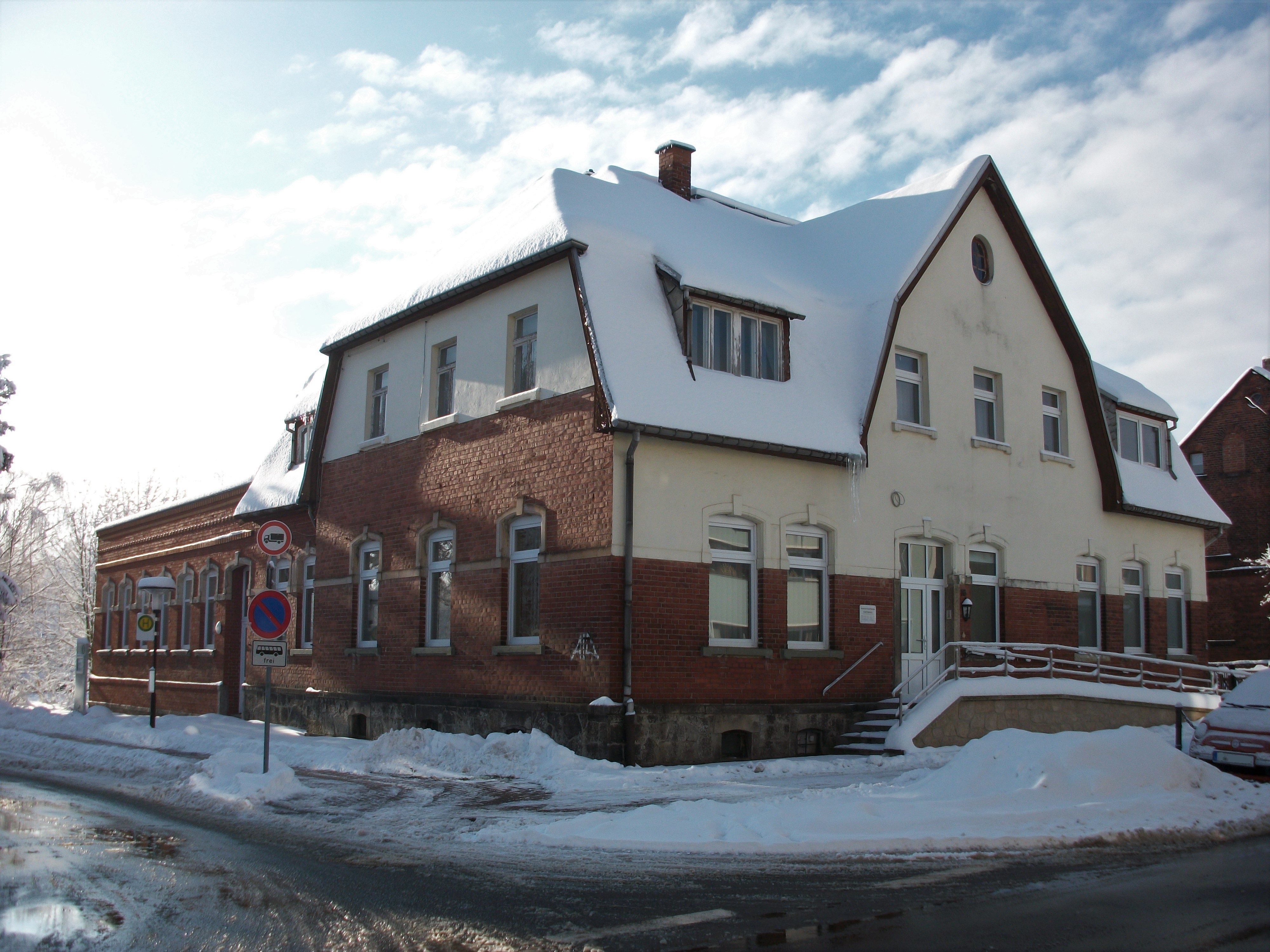
Museum Kulturpunkt Ströher-Haus (Rothenkirchen)

Pohl-Ströher, gebürtig aus Wurzen, wuchs im vogtländischen Rothenkirchen auf, wo ihre Großeltern Franz und Marie Ströher 1880 die Kosmetikfirma Wella gegründet hatten. Ihr Vater war Karl Ströher. Die Familie Ströher verließ nach dem Zweiten Weltkrieg die Heimat und ließ sich im osthessischen Hünfeld nieder, wohin sie auch das Wellawerk verlegten.
Pohl-Ströher studierte an der Universität Jena die Fächer Biologie und Chemie und promovierte 1944 bei Gerhard Heberer zur Thematik Beiträge zur Zytodynamik des Wachstums: Quantitativ-statistische Untersuchungen an den Larven von Drosophila melanogaster Meigen. Bis zum Verkauf der Wella AG im Jahr 2003 an Procter & Gamble hielt sie 23 % der Anteile an dem Familienunternehmen. Ihr Anteil an dem Verkaufspreis betrug etwa 818 Millionen Euro. Erika Pohl-Ströher lebte zuletzt in der Schweiz in Ferpicloz im Kanton Freiburg, wo sie am 18. Dezember 2016 starb.

## Sammlerin und Mäzenin

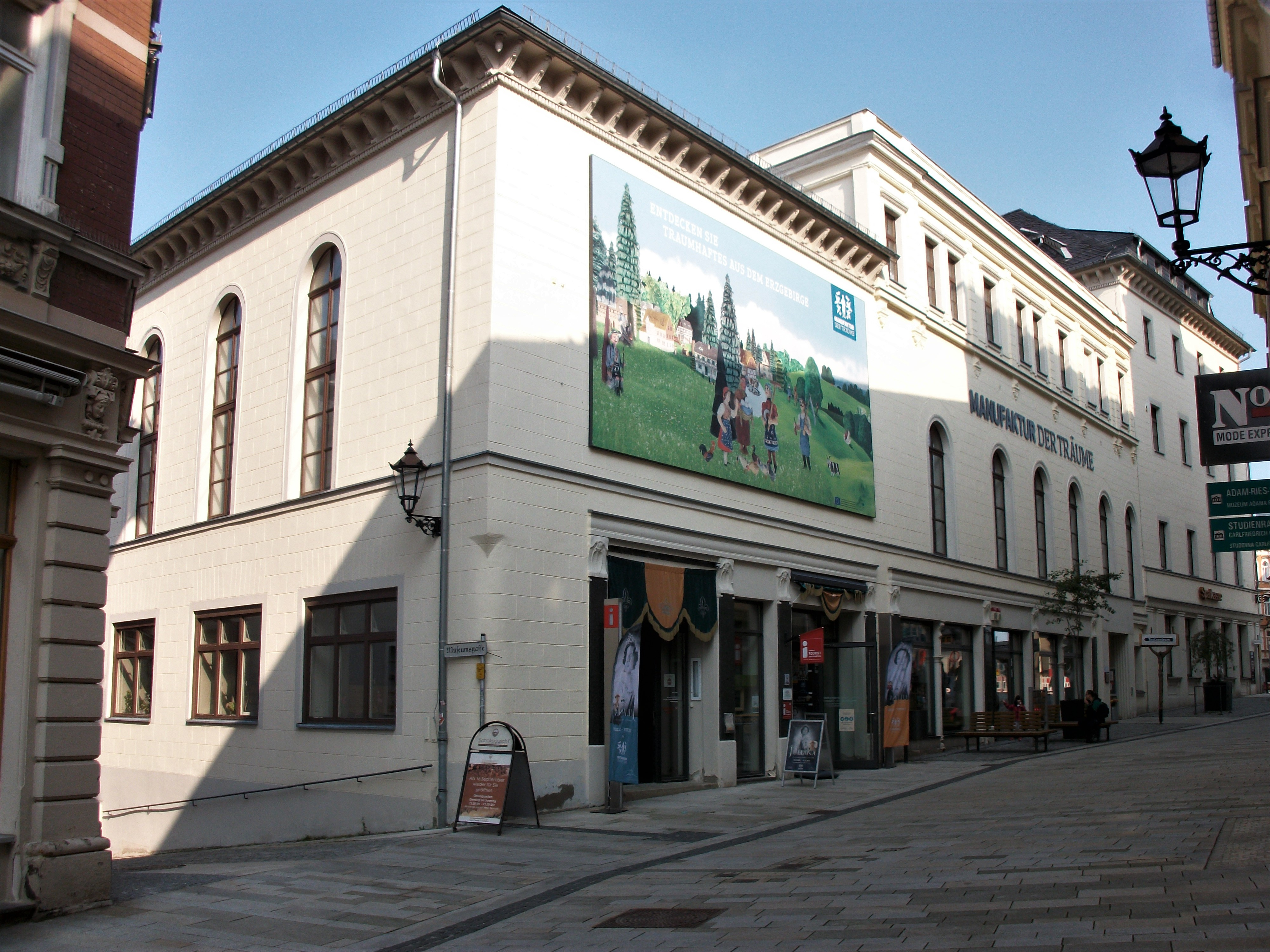
Manufaktur der Träume in Annaberg-Buchholz

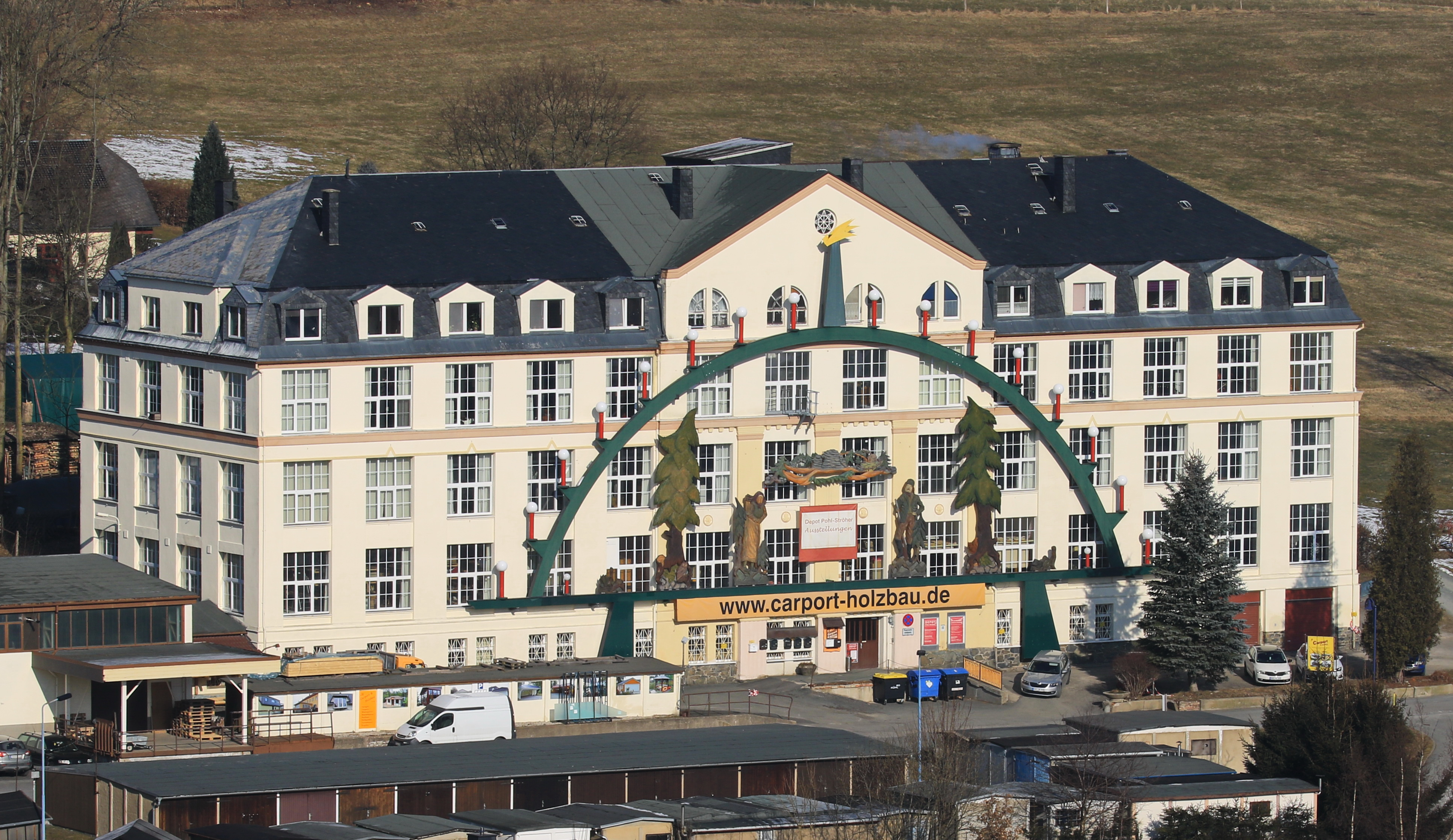
Depot Pohl-Ströher in Gelenau

Pohl-Ströher war eine der bedeutendsten Mäzeninnen der Gegenwart in Deutschland. Ihre in sechs Jahrzehnten zusammengetragene, aus etwa 80.000 Exemplaren bestehende wertvolle Mineraliensammlung brachte sie 2004 in die Pohl-Ströher Mineralienstiftung ein, um so ihren Bestand, eine wissenschaftliche Betreuung und öffentliche Zugänglichkeit dauerhaft zu gewährleisten. Sie wurde als Dauerleihgabe der TU Bergakademie Freiberg zur Verfügung gestellt. Nach der erforderlichen Sanierung von Schloss Freudenstein werden seit dem 20. Oktober 2008 rund 3500 Exponate in der Ausstellung Terra mineralia präsentiert. Eine weitere Sammlung, die etwa 1500 Exponate vorwiegend an Volkskunst und Kunsthandwerk aus dem Erzgebirge umfasst, wurde am 29. Oktober 2010 in Annaberg-Buchholz in der Manufaktur der Träume der Öffentlichkeit übergeben. Die Sammlung umfasst eine Zeitspanne zwischen dem 17. Jahrhundert bis zur Gegenwart. In Gelenau zeigt das Depot Pohl-Ströher kunsthandwerkliche Sammlungsobjekte und thematische Sonderausstellungen. Die im November 2016 eröffnete ortsgeschichtliche Ausstellung in Rothenkirchen, in der einer der Schwerpunkte auf der Geschichte des Wella-Unternehmens liegt, verdankt ihre Entstehung der finanziellen Unterstützung von Pohl-Ströher.

## Ehrungen

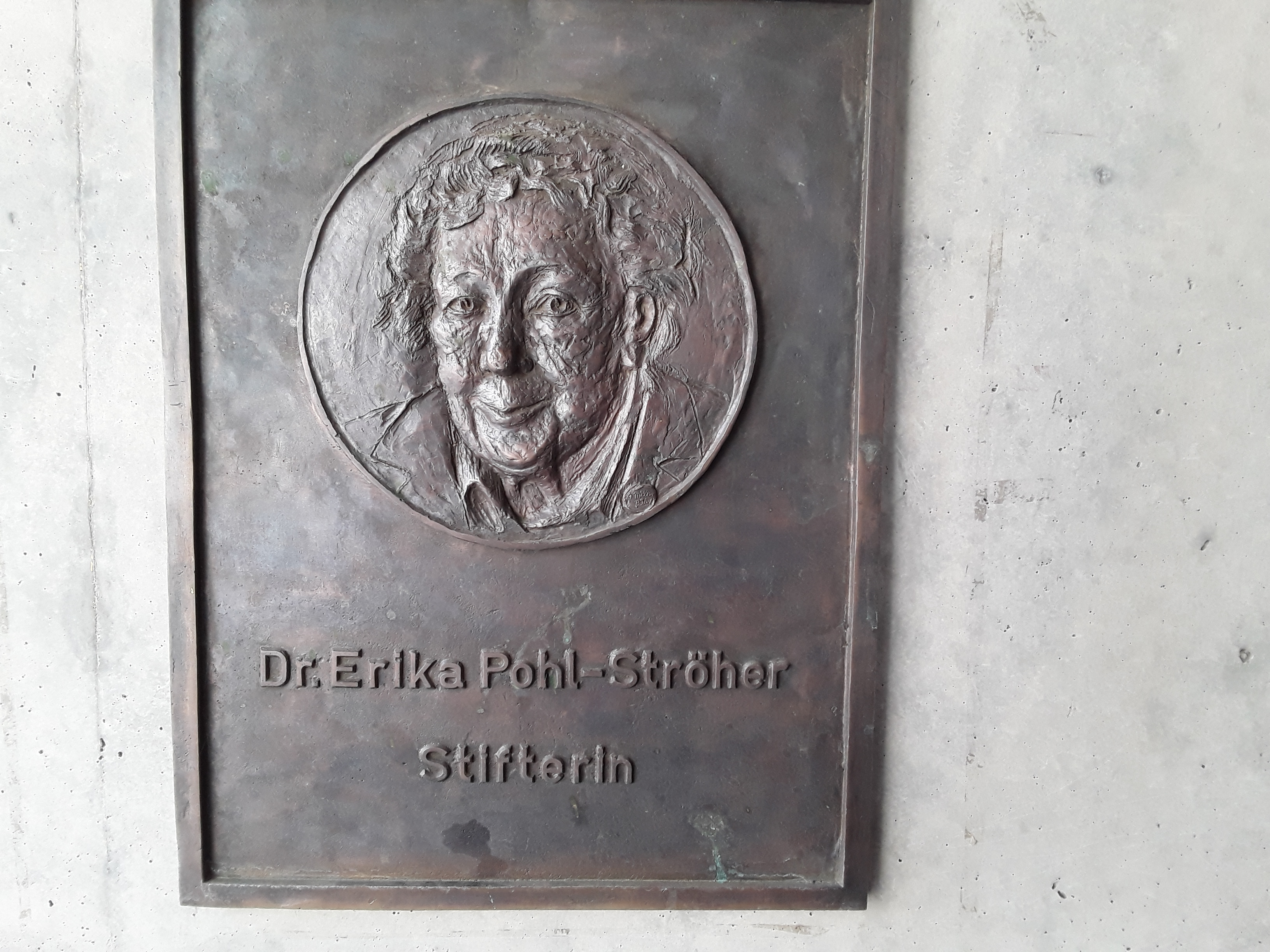
Gedenkplakette vor dem Eingang zur terra mineralia

Für „die beabsichtigte öffentliche Präsentation ihrer Mineraliensammlung“ erhielt sie 2004 vom Berufsverband Deutscher Geowissenschaftler den Preis „Stein im Brett“. Am 17. November 2005 wurde ihr von Ministerpräsident Georg Milbradt der Sächsische Verdienstorden verliehen. Am folgenden Tag wurde sie von der TU Bergakademie Freiberg zu einer Ehrensenatorin ernannt. Der Freiberger Oberbürgermeister Bernd-Erwin Schramm und der Prorektor für Bildung der TU Bergakademie Freiberg, Dirk Meyer, überreichten ihr in Anerkennung ihres Engagements zugunsten der Stadt Freiberg und der dortigen Bergakademie im Oktober 2012 die Ehrenmedaille der Stadt Freiberg. Im Juli 2022 wurde ein von der Frauensteiner Künstlerin Antje Müller-Palástí entworfenes und von ihrem Ehemann Ferenc Palástí gefertigtes Bronzerelief mit Pohl-Ströhers Konterfei im Schlosshof von Schloss Freudenstein enthüllt. Es war bereits Anfang Dezember 2020 am Eingang zur terra mineralia angebracht worden.
Das Mineral Erikapohlit ist nach ihr benannt.

## Werke
- Beiträge zur Zytodynamik des Wachstums: Quantitativ-statistische Untersuchungen an den Larven von Drosophila melanogaster Meigen. 1944
- Karl Ströher, Sammler und Sammlung. 1982